# Cultura de Ordos

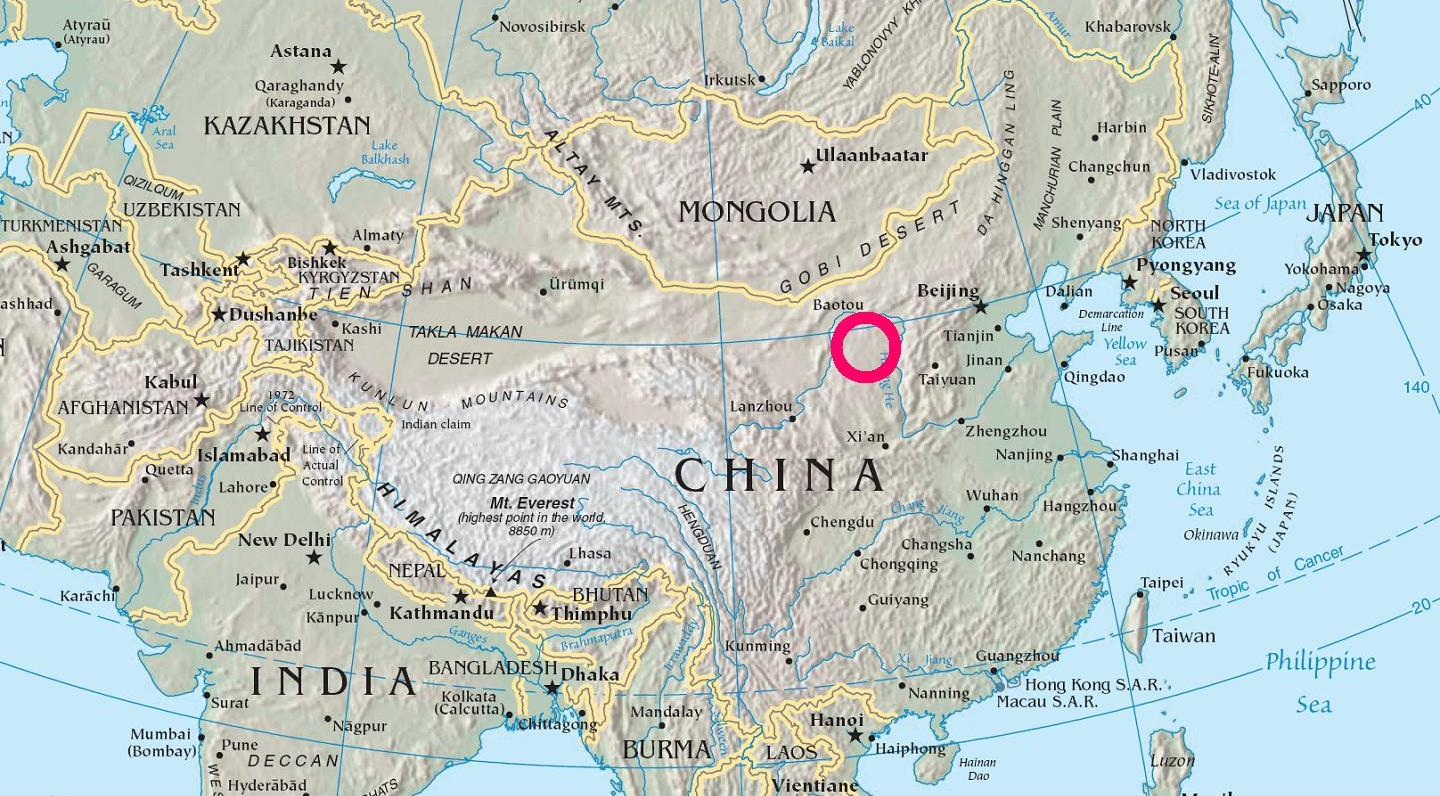
Localização dos achados arqueológicos da cultura Ordos

A Cultura Ordos  é uma cultura pré-histórica e proto-histórica que se desenvolveu no período que vai do Paleolítico Superior à Idade do Bronze no deserto de Ordos, a sul da Mongólia Interior (China), a cerca de 300 km de Pequim. Os ordos desta época eram predominantemente mongoloides, como provam as características físicas dos esqueletos achados nos seus enterramentos, assim como a sua cultura material. Porém, num período tão prolongado ocorreram numerosas interações entre grupos caucasoides e mongoloides, até a sua anexação à China sob o Império Chim e o Império Hã.

## Povo pré-histórico
A cultura ordos é documentado desde o Paleolítico Superior. Aparecem seixos talhados e ferramentas líticas do Zhoukoudian, cujas pontas e fios indicam um elemento musteriense—levallois. Demonstram um conhecimento acabado da tecnologia do Paleolítico Superior, produzindo lâminas de até 15 cm de longo.
Os fósseis humanos do Homem de Ordos de Salawusu foram datados entre 50 000 e 35 000 a.C. Mostram características mongoloides, especificamente na dentição e no osso occipital.
A cultura Zhukaigou é uma das culturas neolíticas de Ordos, datada entre 2200 e 1 500 a.C. Contabilizaram-se cerca de 327 enterramentos. Provas genéticas recentes mostram que estão relacionados estreitamente aos restos de Yinniugou, bem como às populações modernas dos Daur e dos Evenk.  Os achados arqueológicos encontrados no lugar são muito similares aos da cultura do baixo Xiajiadian. Estes achados são os responsáveis pelo desenvolvimento do tema decorativo da serpente em armas e doutros objetos que reproduzem formas animais, que em períodos posteriores caracterizam o "estilo Ordos" .

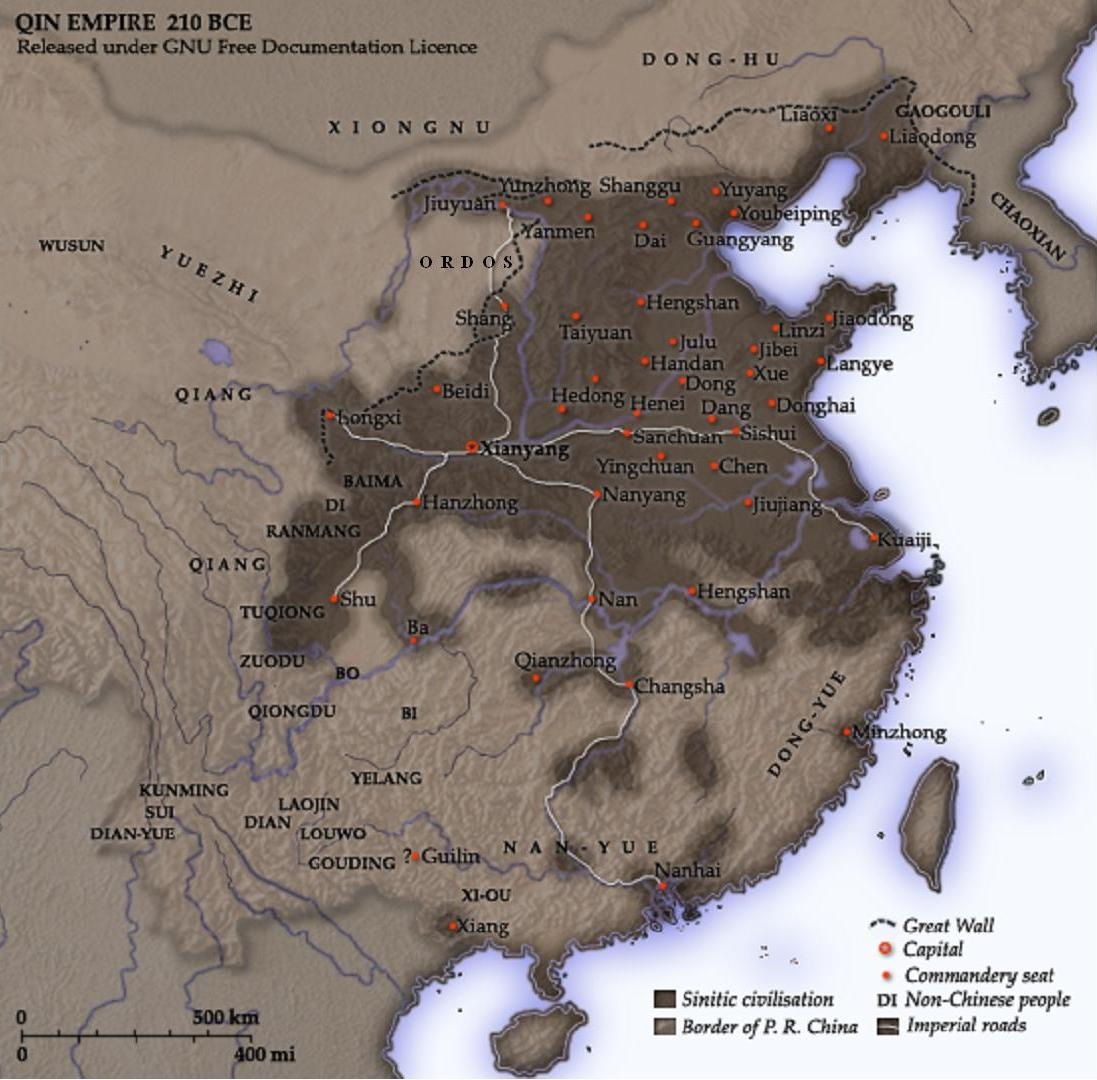
O povo Ordos localizava-se na periferia do Império Chim, a leste dos iuechis no século III a.C.

O povo Ordos  está registrado na área do deserto de Ordos do século VI a.C. ao II. Não está claro que classe de povos ocuparam esta área previamente, mas deveram ter sido também mongoloides.
O esqueleto do túmulo de Taohongbala é datado entre os séculos VII e VI a.C., e identifica-se geralmente como pertencente à cultura do bronze Xiongnu, e mostra traços fortemente mongoloides.
Um tipo similar de enterramento em Hulusitai (perto de Bayannur) descoberto de 1979, datado entre os séculos V e IV a.C., é considerada a única cultura Xiongnu situada a norte do Yinshan. A jazida consiste principalmente em objetos de bronze e cerâmica, e em um total de 27 esqueletos de cavalo. Posteriores escavações em Guoxianyaozi acharam um total de enterramentos datados do século VI ao V a.C., com traços fortemente mongoloides setentrionais. Estes traços geralmente atenuam-se quanto mais a sul, onde podem ser comparados os restos ósseos de mongoloides orientais e setentrionais dos achados de Maoqinggou e Yinniugou, que se datam por volta do século VII a.C., um total de 117 enterramentos. Muitas armas de bronze destas culturas são similares às em estilo chinês.
Muitas representações de gentes da povoação Ordos tendem a ser representados com o cabelo liso. Este aspecto é especialmente evidente nos achados arqueológicos de Baotou (M63:22, M63:23, M84:5) Etuoke (M1, M6), Xihaokou (M3), o baixo Woertuhao (M3:1), e Mengjialiang.

## Sacas e Citas

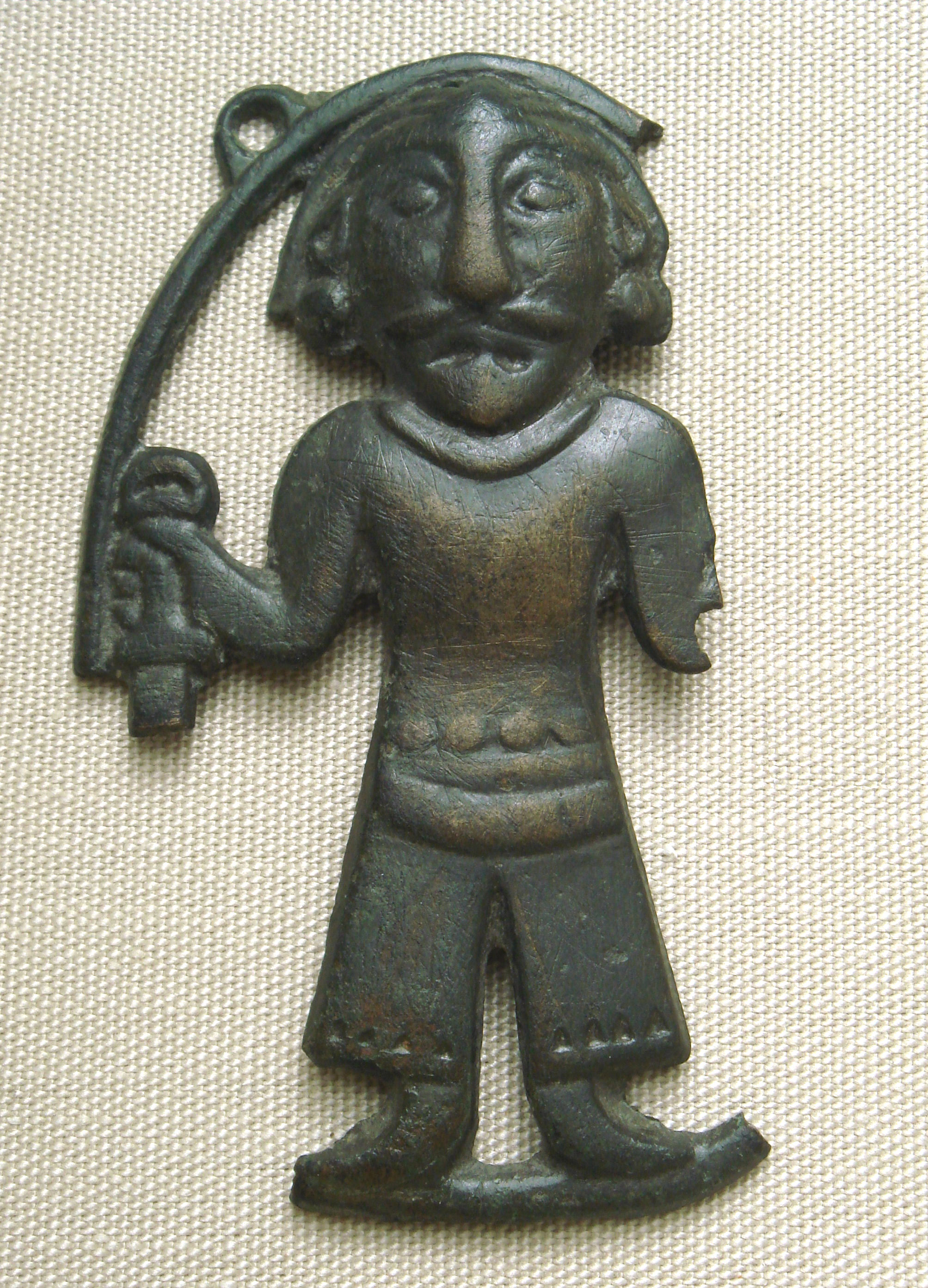
Pequena figura antropomorfa em bronze. Ordos, séculos III a Museu Britânico

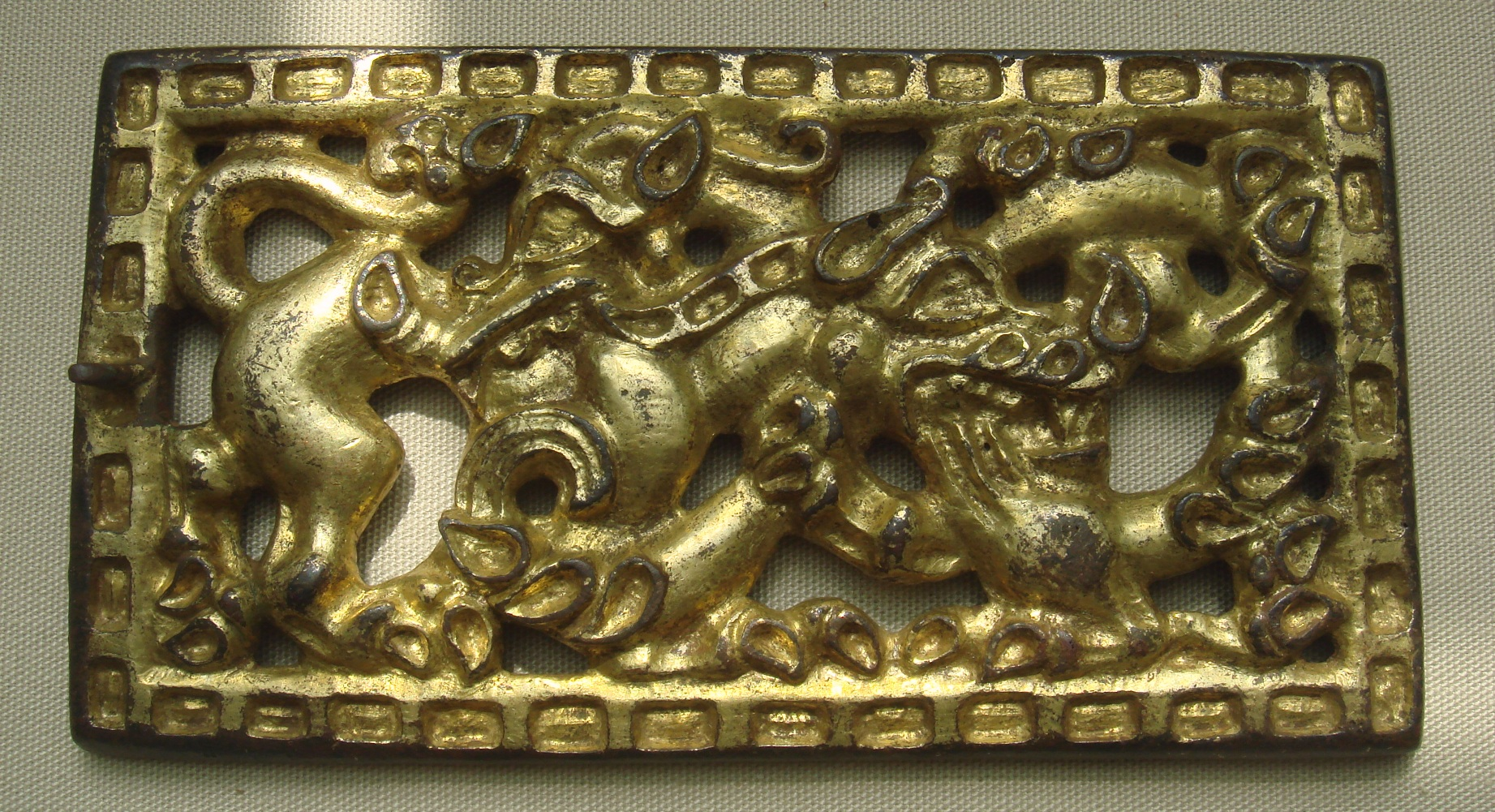
Fíbula, Ordos, séculos III a

Mais tarde, nômades gadeiros de cavalos ocuparam a área do século VI ao II a.C., antes de ser expulsos pelos Xiongnu. Lebedynsky acredita que eram os mais orientais dentre os povos afins aos Citas os que se teriam assentado ali, justo a leste dos iuechis (tocarianos), embora não proporcione provas que apoiem esta hipótese.  São principalmente conhecidos pelos seus restos humanos e cultura material.
Estabeleceram frequentes contatos e guerras com povos Han e pré-Han do período. O seu anterior território localiza-se agora justo a norte da Muralha da China, e na ribeira sul do grande meandro setentrional do rio Amarelo. 
Segundo Lebedynsky, o povo representado por estes achados arqueológicos tendia a desenvolver modelos europoides, que se acredita terem afinidades com os Citas. As armas encontradas nos túmulos das estepes do Ordos são muito similares às Citas, sobretudo aos Sacas.
O povo Ordos elaborava fíbulas, guarnições de cavalaria e armas com representações animais, normalmente em posição de ataque. O estilo animalístico é similar ao das tradições nômades da Ásia Central, como as dos Citas.

## Relações
Os vizinhos orientais dos Ordos poderiam ter sido idênticos aos iuechis, que, após terem sido deslocados pelos Xiongnu, emigraram para sul da Ásia e formaram o Império Cuchana. Também estiveram culturalmente relacionados a outras tribos nômades do leste: os Hu orientais (em chinês: 東胡, "Donghu"), que compartilhavam uma arte das estepes similar, mas parecem ter sido mongoloides. Também podem ser relacionados aos Di  (chinês: 氐 "bárbaros ocidentais") dos anais chineses.
Por outro lado, a área dos Ordos é considerada a terra legendária de origem dos povos túrquicos.

## Ocupação Xiongnu
Nas fontes chinesas, os Xiongnu aparecem em Ordos no Período dos reinos combatentes, no Yizhoushu e o Shanhaijing, antes de ser ocupados pelo Reino Chim e o Reino Chao. Geralmente acredita-se que Ordos era a sua pátria, embora não esteja claro quando exatamente ocuparam essa região, podendo ter sido muito antes do que tradicionalmente se acredita, como alguns achados arqueológicos sugestionam.
À medida que os Xiongnu se expandiam a sul por território iuechi, por volta de 160 a.C. sob o seu líder Modun, os iuechis pela sua vez derrotaram os Sacas e empurraram-nos para o Issyk-Kul. Acredita-se que os Xiongnu também ocuparam a área do Ordos durante o mesmo período, quando entraram em contato direto com os chineses. Desde então, os Xiongnu empreenderam numerosas razias devastadoras no território chinês (anos 167, 158, 142, 129 a.C.).
A dinastia Han começou a lutar contra os Xiongnu no final do século II a.C. sob o imperador Wu de Han,e colonizaram a área dos Ordos sob comando de Shuofang em 127 a.C.. Previamente à campanha, já foram estabelecidas comandâncias dos Chins e dos Zhao até serem destruídas pelos Xiongnu em 209 a.C.

## Vestígios
Muitos dos restos da cultura Ordos estão na Galeria Asiática do Museu Britânico e em outras coleções: 

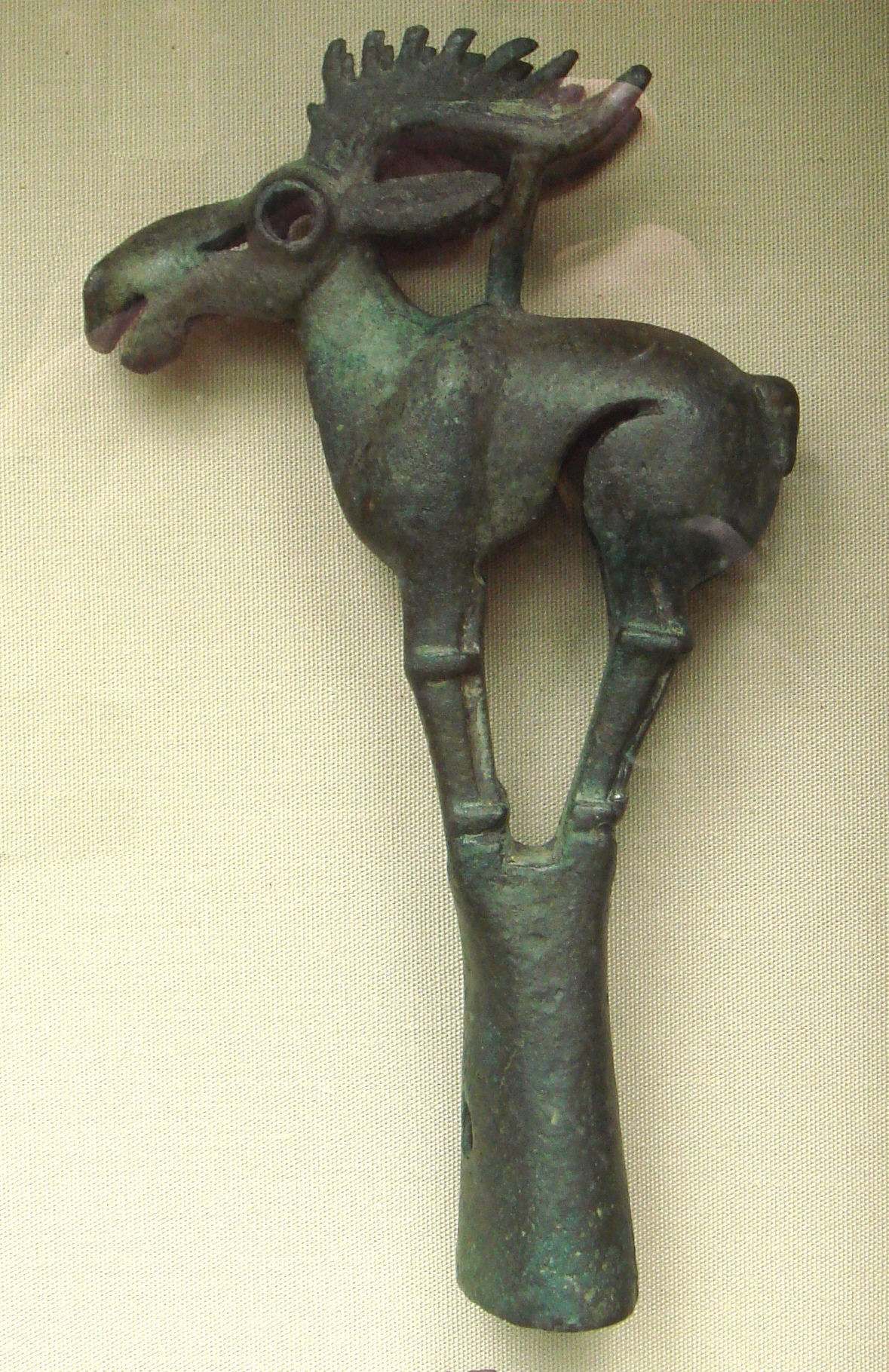
Bronze, Ordos, séculos VI a V a.C.
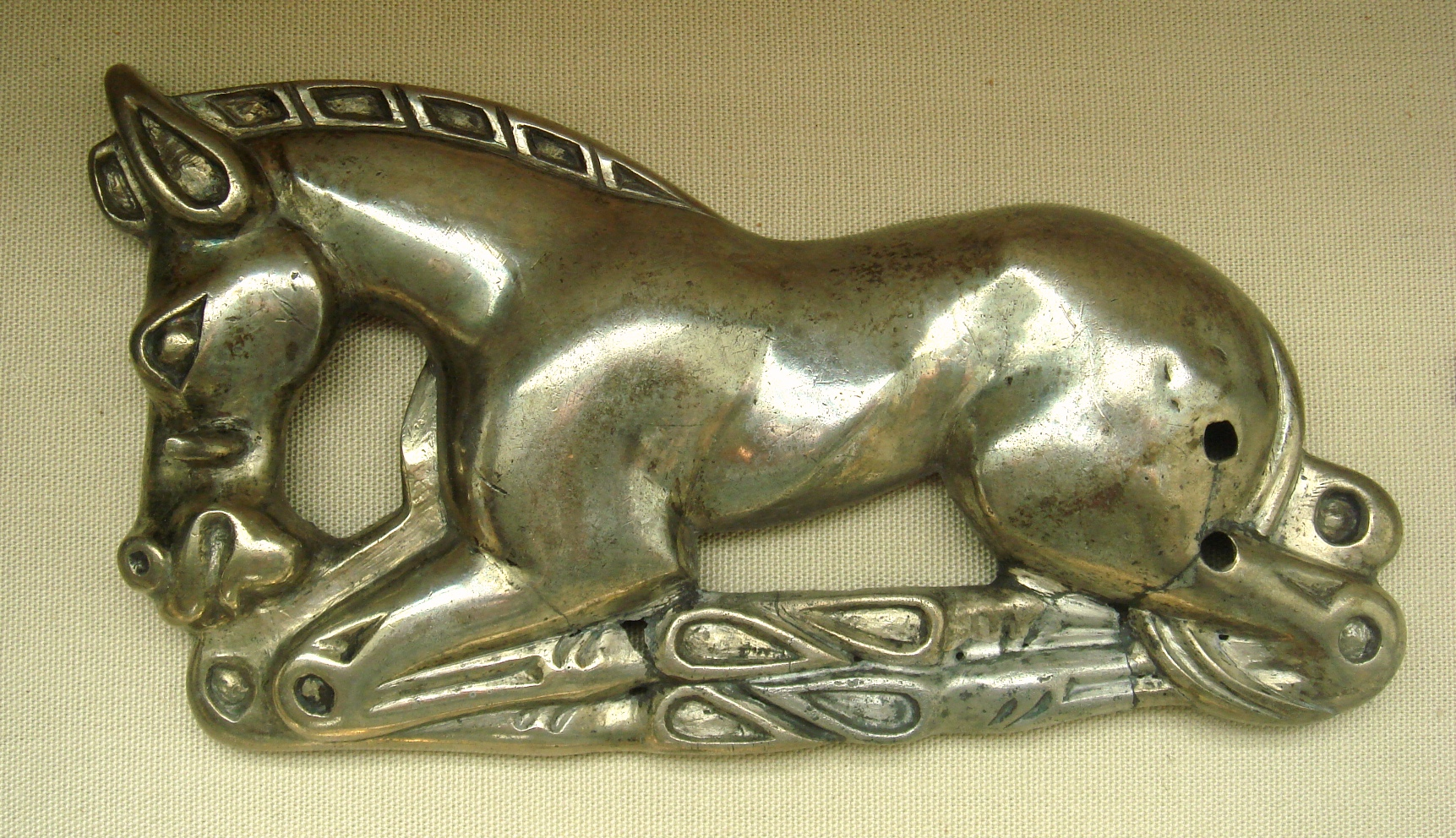
Cavalo de prata, Ordos, séculos IV a I a.C.
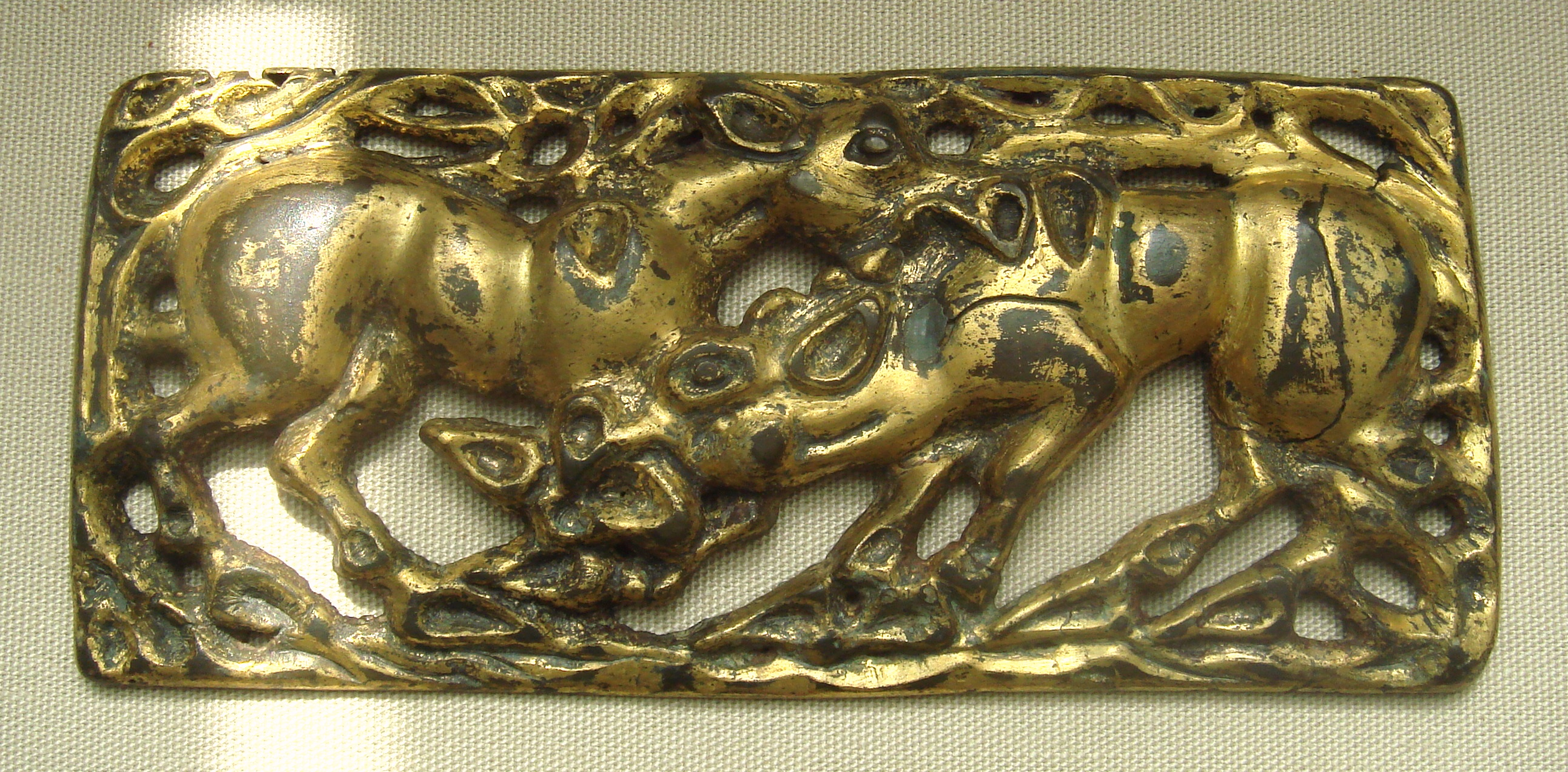
Fíbula, Ordos, séculos III a I a.C.
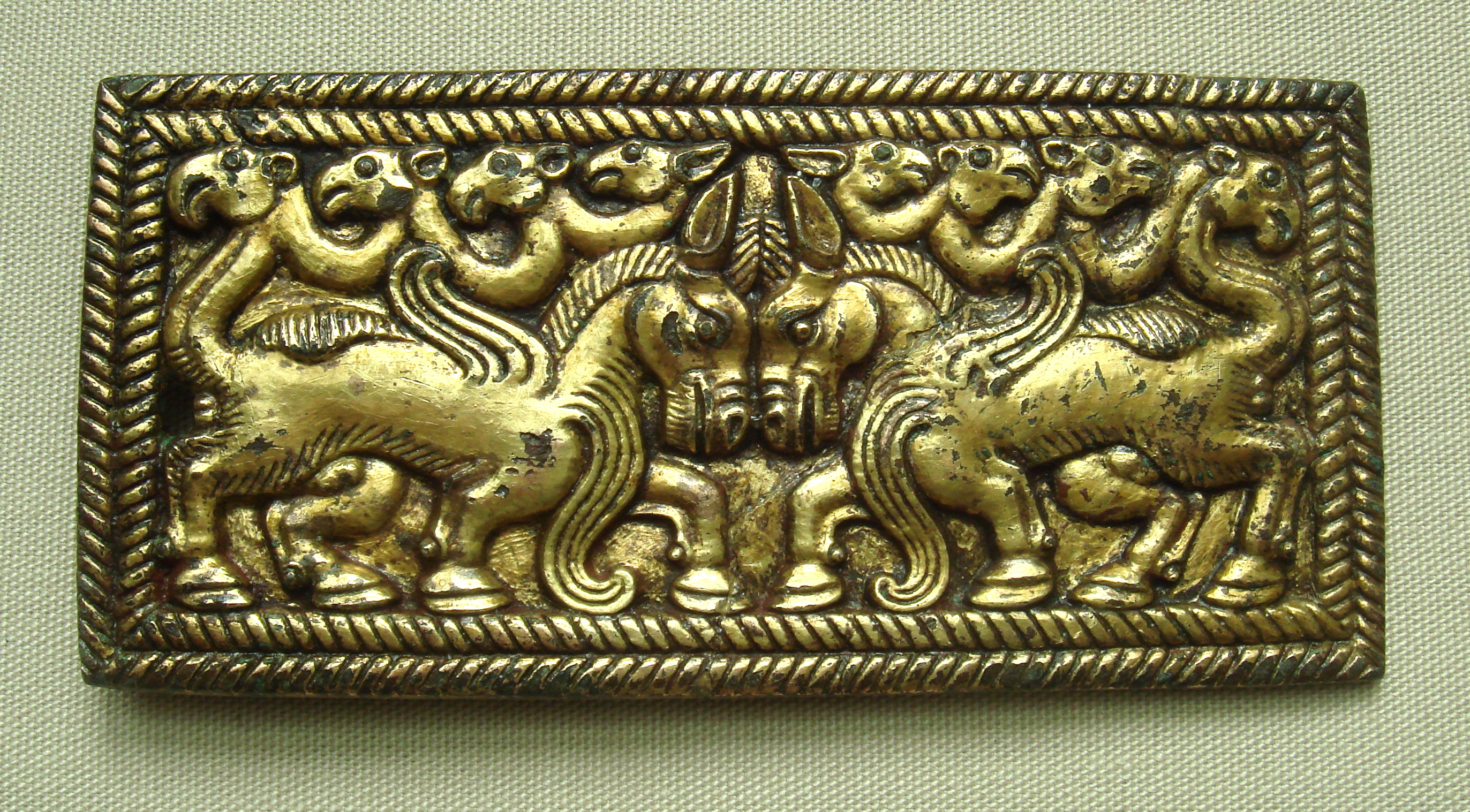
Fíbula, Ordos, séculos III a I a.C.
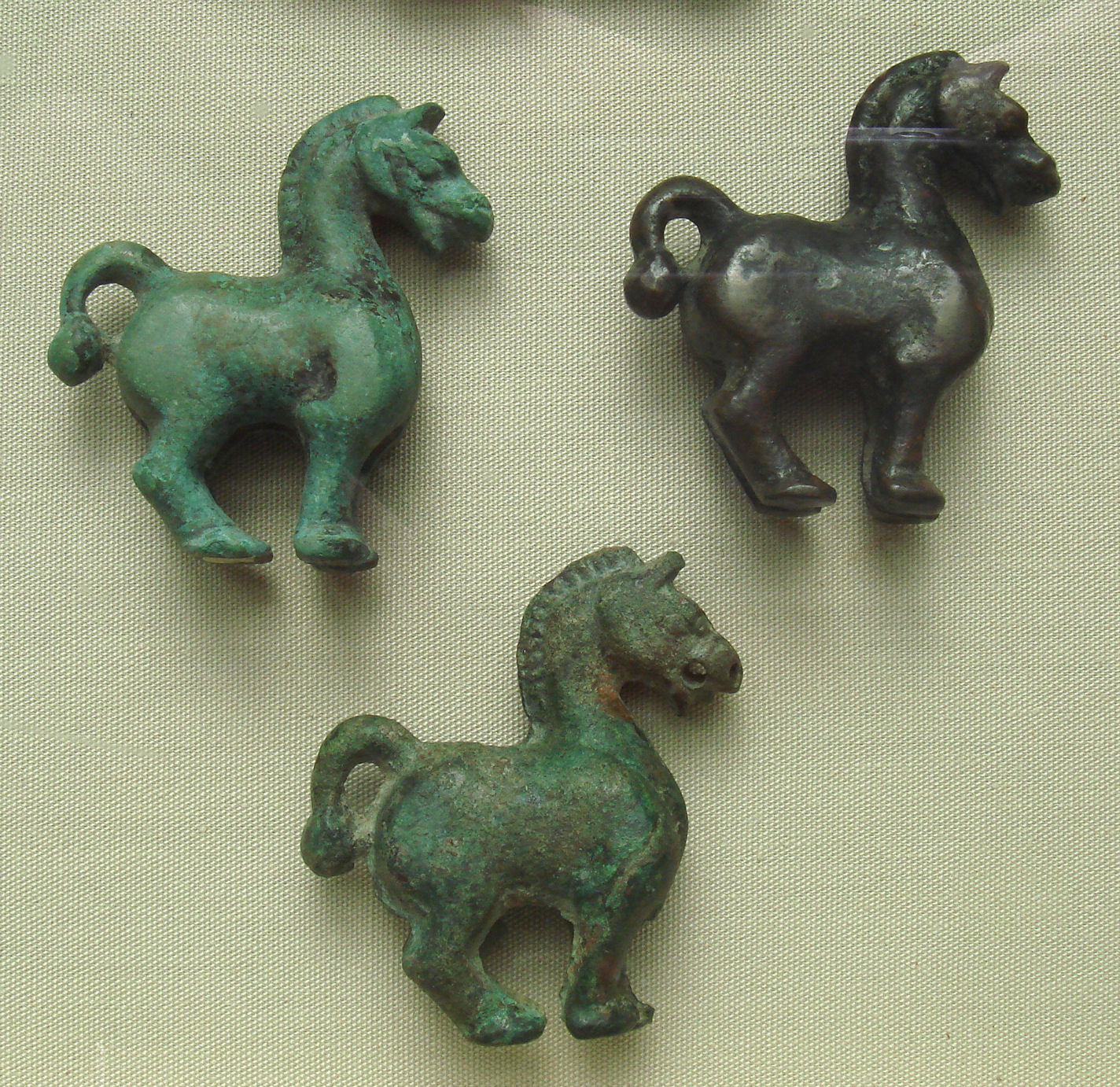
Cavalos de bronze, Ordos, séculos V a III a.C.
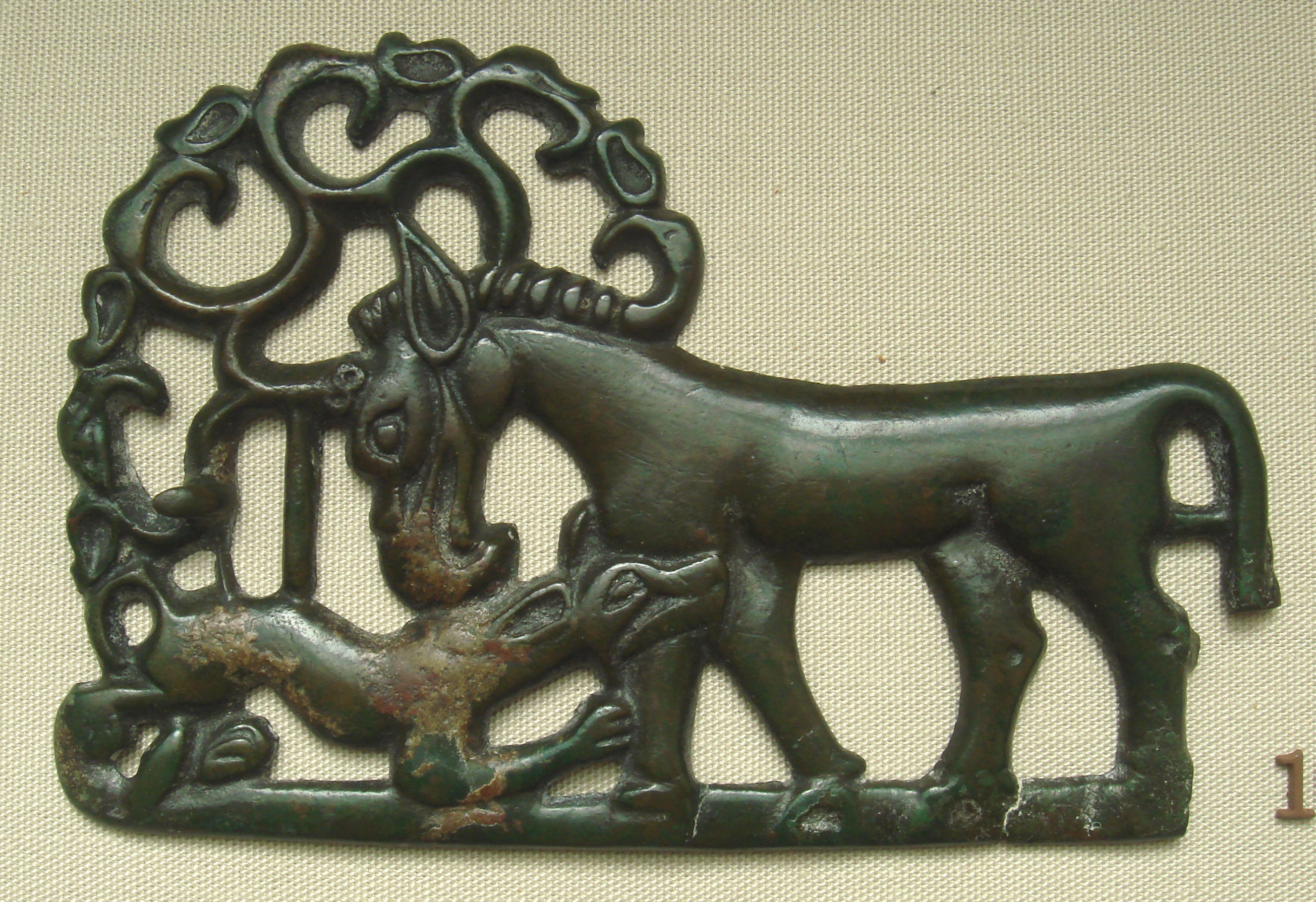
Cavalo atacado por um tigre, Ordos, séculos IV a I a.C.